# Corbi (okręg Ardżesz)
Corbi – wieś w Rumunii, w okręgu Ardżesz, w gminie Corbi. W 2011 liczyła 1453 mieszkańców.